# 港鐵黃竹坑車廠
港鐵黃竹坑車廠（英語：MTR Wong Chuk Hang Depot）是港鐵南港島綫的車廠，位於香港香港島南區黃竹坑，於2016年12月28日啟用。車廠由前黃竹坑邨拆卸後興建，車廠佔地約4萬平方米，設有15條軌道，是香港首個專門為全自動無人駕駛鐵路而設的車廠，列車在車廠時會由控制室操控，一離開車廠進入南港島綫路段，就會交由青衣車務控制中心負責。其上蓋建有屋苑港島南岸。

## 外部連結
- 香港鐵路大典上的相关条目：黃竹坑車廠